# 鯨岡兵輔
鯨岡 兵輔（くじらおか ひょうすけ、1915年（大正4年）9月15日 - 2003年（平成15年）4月1日）は、日本の政治家である。正三位勲一等旭日大綬章。

## 来歴・人物
福島県石城郡四倉町（現・いわき市）出身。4歳の時に東京都足立区千住に転居。早稲田大学商学部卒業後召集され、陸軍航空大尉で終戦を迎えた。
戦後、父の経営する鯨岡製袋に入り、1947年足立区議、1955年東京都議を経て、1963年旧東京10区から衆議院議員に初当選。連続12回当選した。鈴木善幸内閣の環境庁長官として、日中渡り鳥保護協定への調印や水俣病患者との対話を行った。1993年に非自民・非共産連立政権が誕生し土井たか子が衆議院議長に選出された際には、衆議院副議長として政治改革に協力した。
三木武夫直系の政治家として政界の腐敗を批判した。また、護憲派としても知られた。鯨岡は三木と松村謙三に師事したが1964年（昭和39年）に松村が同志数名とともに三木派を離脱し小派閥の松村派を結成した際には松村と相談の上、三木派に残留した。その後は三木派、河本派に所属したが、晩年は河本派を離れ、寵愛していた河野洋平の後ろ盾として行動した。

## 家族・親族
- 野球殿堂入りした豊田泰光は従弟。
- 札幌市長・衆議院議員を歴任した高田富與は父の従弟。
- 長男亘は秋川高校1期生。青山学院大学卒業、英国留学の後、鯨岡製袋社長。

## 略歴
- 1938年 - 早稲田大学商学部卒業。
- 1947年 - 足立区議会議員に初当選。
- 1948年 - 父が経営していた鯨岡製袋（現・鯨岡）の専務に就任。
- 1955年 - 東京都議会議員に初当選。
- 1963年 - 第30回衆議院議員総選挙で初当選、三木派に所属。
- 1968年12月 - 第2次佐藤第2次改造内閣の総理府総務副長官に就任。
- 1976年9月 - 三木改造内閣の内閣官房副長官に就任。
- 1980年7月 - 鈴木善幸内閣の環境庁長官として初入閣。
- 1992年10月 - 三木派の流れを汲む河本派を離脱、無派閥となる。
- 1993年8月 - 衆議院副議長に就任。
- 1999年 - 1月、河野グループに参加。4月、東京都知事選挙に出馬した柿沢弘治を支援するため自民党を離党。6月、自民党に復党。
- 2000年6月 - 政界から引退。
- 2003年4月1日 - 大腸癌のため87歳にて死去。墓所は千葉県松戸市の東京都立八柱霊園。

| 議会          | 議会                                 | 議会            |
| ------------- | ------------------------------------ | --------------- |
| 先代 村山喜一 | 衆議院副議長 第59代：1993年 - 1996年 | 次代 渡部恒三   |
| 先代 栗原祐幸 | 衆議院外務委員長 1976年              | 次代 藤本孝雄   |
| 公職          |                                      |                 |
| 先代 土屋義彦 | 環境庁長官 第12代：1980年 - 1981年   | 次代 原文兵衛   |
| 先代 海部俊樹 | 内閣官房副長官（政務担当） 1976年    | 次代 塩川正十郎 |